# Гулевичи (Минская область)
Гулевичи (бел. Гулевічы) — деревня в Бучатинском сельсовете Копыльского района Минской области Белоруссии.
Деревня расположена в 30 км на запад от Слуцка рядом со старой дорогой Варшава—Москва. Население около 300 жителей.

## Памятные места
В центре деревни находится братская могила советских танкистов, погибших в 1941 году при отступлении Красной Армии.

## Достопримечательности
Рядом с деревней расположены озёра — выработанные глиняные карьеры.